# Krdc
Krdc (KDE Remote Desktop Connection) – aplikacja, dzięki której można połączyć się z serwerem VNC oraz RDP działająca w środowisku graficznym KDE.
Aplikacja posiada otwarty kod źródłowy.